# Gozdawa V

Jest to rekonstrukcja na podstawie słownego opisu. Rzeczywisty herb mógł się od tego różnić

Gozdawa odmienna – polski herb szlachecki z nobilitacji, odmiana herbu Gozdawa.

## Opis herbu
W polu czerwonym lilia srebrna z ziarnami złotymi w kielichu.

## Najwcześniejsze wzmianki
Nadany Baltazarowi Bogumiłowiczowi i Zachariaszowi Malcherowi Rudawskim 22 lipca 1563.

## Herbowni
Rudawski. Tadeusz Gajl podaje jednak dla Rudawskich Gozdawę bez odmiany.